# AEG PE
Алгемајне електрицитетс гезелшафт ПЕ је немачки ловачко-бомбардерски авион који је произвела фирма Алгемајне електрицитетс гезелшафт. Први лет авиона је извршен 1918. године. 

AEG PE (Panzer Einsitzer - оклопљени једносед) је био трокрилац намењен за нападе на циљеве на земљи. Није прихваћен у службу због мишљења РВ да има лошу покретљивост, и да ће бити лак плен за непријатељске ловце због тога.
Највећа брзина авиона при хоризонталном лету је износила 166 km/h.
Распон крила авиона је био 11,20 метара, а дужина трупа 6,60 метара. Празан авион је имао масу од 1182 килограма. Нормална полетна маса износила је око 1412 килограма. Био је наоружан са два синхронизована митраљеза Парабелум калибра 7,92 mm.

## Технички опис
Труп
Погонска група
Крила
Репне површине:
Стајни трап

## Наоружање
| Наоружање авиона: Алгемајне електрицитетс гезелшафт PE |             |
| Ватрено (стрељачко) наоружање                          |             |
| Топ                                                    |             |
| Митраљез                                               |             |
| Број и ознака митраљеза                                | 2 Парабелум |
| Калибар                                                | 7,92        |
| Бомбардерско наоружање (бомбе)                         |             |
| Ракетно наоружање (ракете)                             |             |

## Земље које су користиле авион
- Немачко царство